# Malik-Verlag
Malik-Verlag a fost o editură germană care a funcționat din 1916 până în 1947 și a publicat opere literare și artistice avangardiste, precum și literatură comunistă.

## Istoric
Încă din perioada tinereții sale, Wieland Herzfelde, fondator al Malik-Verlag, a decis să se dedice literaturii. După ce a debutat ca poet, el l-a urmat pe fratele său mai mare, Helmut, în 1914, la Berlin, și a sperat să-și poată continua acolo cariera literară. În același an, el a fost mobilizat în armată, unde a activat ca paramedic. În această perioadă s-a înțeles cu fratele său să înființeze o revistă antirăzboinică. Experiențele de pe front au fost decisive în stabilirea direcției viitoarei edituri.
Editura a publicat în 1924 un număr record de titluri. Au apărut 30 de titluri noi și 8 titluri reeditate, după o selecție riguroasă. Principalii autori publicați au fost Maxim Gorki, Alexander Guidony (Dizzy), Vladimir Maiakovski, Marietta Schaginjan și Upton Sinclair. Singura serie nouă care a apărut în acei ani a fost Malik-Bücherei, care a existat între anii 1924 și 1926 și a avut 20 de volume.
În același an, editura și-a mutat sediul din mansarda de pe Kurfürstendamm în Köthener Strasse. Odată cu schimbarea sediului, s-a putut deschide o librărie cu o galerie de artă (Galeria Grosz). Proprietarul sediului a aflat curând care este obiectul de activitate al editurii, iar Herzfelde și angajații său au fost dați afară de acolo în 1925. Editura s-a mutat în 1926 pe Passauer Straße. Demisia asociatului Julian Gumperz care se alăturase companiei în 1921 a adus editura la un pas de ruină financiară.
După ce și-a plătit datoriile, Herzfelde s-a întors în 1949 în Germania și a acceptat un post de profesor la Universitatea din Leipzig. Până la moartea sa în 1988, el a trăit în Berlinul de Est.
În cei 31 de ani de existență, Malik-Verlag a publicat (împreună cu Aurora) 262 de titluri scrise de 102 autori și un număr total de 359 de ediții. Astfel, ea este, fără îndoială, una dintre cei mai prolifice edituri de extremă stângă care a existat vreodată în Germania.

## Publicații (selecție)

### Reviste
- Neue Jugend, revistă lunară, 1916-1917
- Jedermann sein eigner Fussball, bilunar, februarie 1919
- Die Pleite, bilunar, februarie 1919 - ianuarie 1920
- Der Gegner, revistă politiă lunară ce conținea o parte satirică denumită Die Pleite, 1919-1922
- Neue deutsche Blätter, revistă literară lunară, septembrie 1933 - august 1935

### Serii
- Kleine revolutionäre Bibliothek. Bd. 1-12. 1920-1923
- Rote Roman-Serie. Bd. 1-13. 1921-1924
- Sammlung revolutionärer Bühnenwerke. Bd. 1-12. 1921-1923
- Unten und Oben. Bd. 1,2. 1922-1923
- Die Märchen der Armen. Bd. 1-4. 1923-1924
- Wissenschaft und Gesellschaft. Bd. 1-4. 1924
- Malik-Bücherei. Bd. 1-20. 1924-1926

### Romane
- dos Passos, John: Drei Soldaten. 1922
- Sinclair, Upton: Hundert Prozent (100 %). (traducere de Hermynia Zur Mühlen) 1923
- Frank, Leonhard: Der Bürger. 1924
- Ehrenburg, Ilja: Die Liebe der Jeanne Ney. (traducere de Waldemar Jollos) 1926
- Gorki, Maxim: Drei Menschen. (traducere de August Scholz) 1926
- Tolstoi, Lev: Anna Karenina. (traducere de Arthur Luther) 1928
- Tolstoi, Lev: Krieg und Frieden. (traducere de Erich Boehme) 1928
- Plivier, Theodor: Der Kaiser ging, die Generäle blieben. 1932
- Graf, Oskar Maria: Der Abgrund. 1936

Editura a mai publicat ediții ale operelor literare scrise de Upton Sinclair (1924-1930), Maxim Gorki (1926-1930), Ilya Ehrenburg (1927-1933), Lev Tolstoi (1928) și Bertolt Brecht (1928).

### Lucrări istorice
- Müller, Richard: Vom Kaiserreich zur Republik als Nr. 3 und 4 der Reihe Wissenschaft und Gesellschaft, 1924/1925.
  - Band 1: Ein Beitrag zur Geschichte der revolutionären Arbeiterbewegung während des Weltkrieges.
  - Band 2: Die Novemberrevolution. Malik-Verlag, Wien 1924,  Einbandgestaltung von John Heartfield.[2]

### Publicații Aurora (selecție)
- Döblin, Alfred: Sieger und Besiegte. Eine wahre Geschichte. 1946
- Viertel, Berthold: Der Lebenslauf. Poezii. 1946
- Morgenröte. Ein Lesebuch. 1947

## Legături externe
- Eine Sammlung von Cover-/Umschlagbildern des Verlags und Beschreibungen dazu Darin: das Bild von Sinclairs "Alkohol" in der unzensierten Fassung mit dem Firmennamen auf der Flasche
- Eintrag zum Malik-Verlag bei litkult1920er.aau.at, ein Projekt der Universität Klagenfurt